# Heather Nova

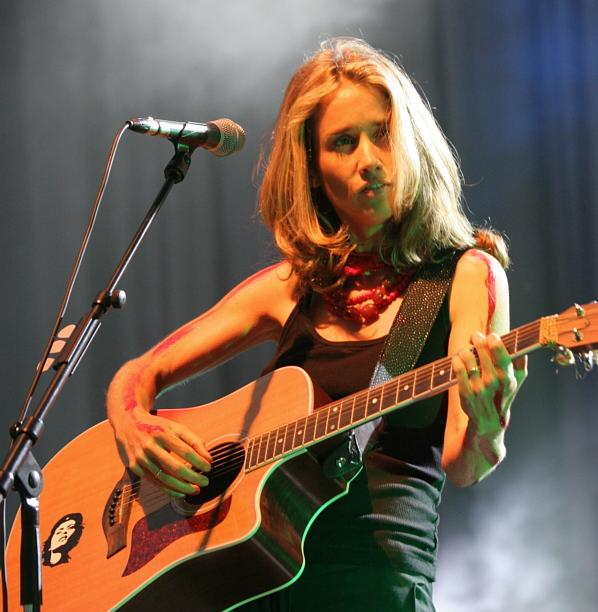
Heather Nova in Hanau (2005)

Heather Nova (* 6. Juli 1967 in Bermuda als Heather Allison Frith) ist eine bermudische Musikerin, Sängerin und Dichterin, die vor allem in Europa bekannt ist. Nachdem sie lange in London gelebt hat, ist sie mittlerweile wieder nach Bermuda gezogen. Neben ihrer Tätigkeit als Musikerin veröffentlichte sie Gedichte und illustrierte manche ihrer Alben sowie den Gedichtband the sorrowjoy selbst.

## Musik und Gesang

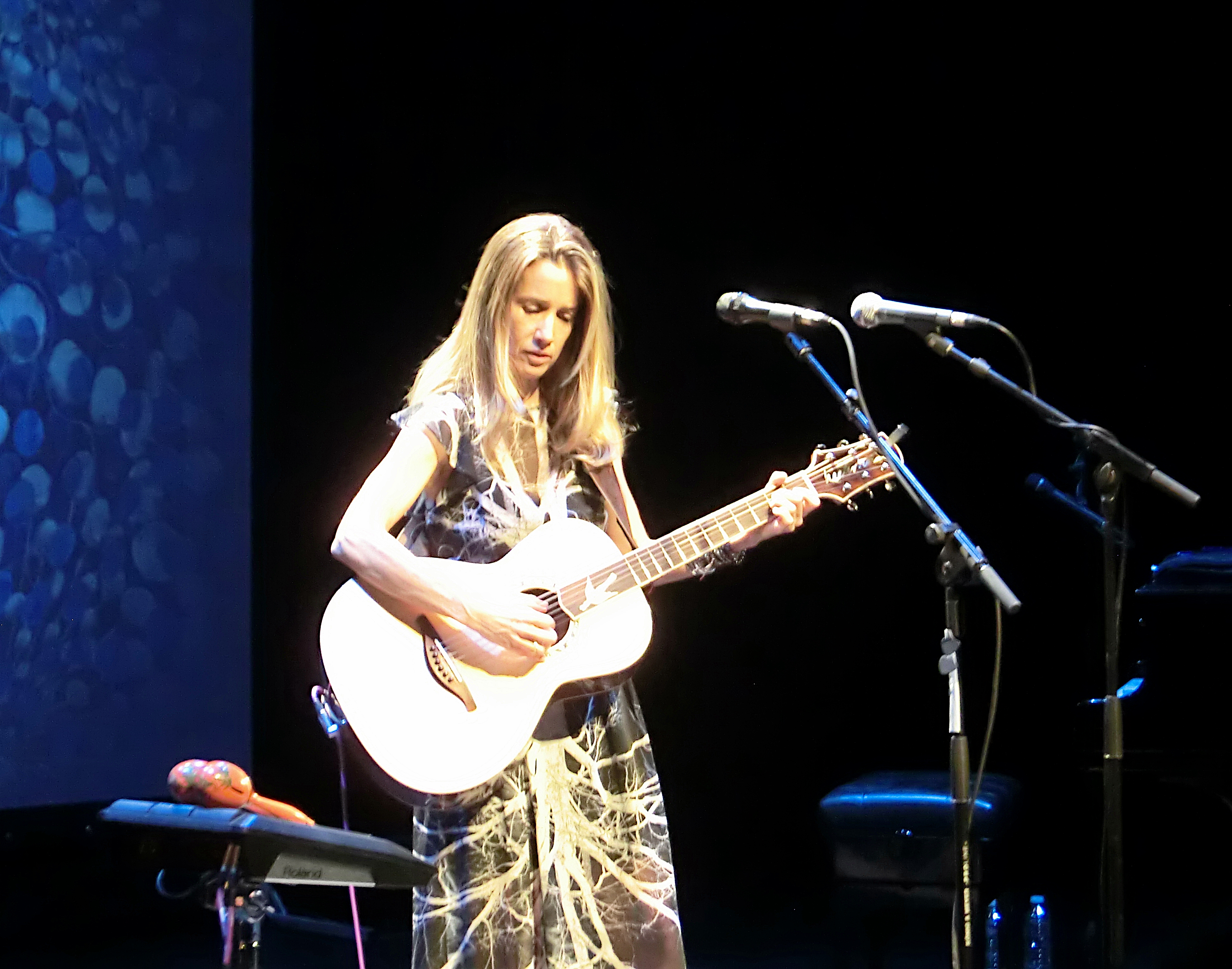
Nova (2014)

Die Alben Heather Novas, beginnend mit Glowstars (1993), bewegen sich in ihrer Entwicklung vom Indie-Rock und der besonders zu Beginn und Mitte der 1990er Jahre erfolgreichen Richtung komponierender Sängerinnen (Sheryl Crow, Alanis Morissette, Sarah McLachlan, Tori Amos etc.) hin zur stärkeren Integration von Elementen auch der Pop-Musik. Den Übergang stellt hier South (2001) dar, das auf die rockigeren Alben Oyster (1994) und Siren (1998) folgte. Mit Storm (2003) schuf sie noch einmal ein gitarrenlastiges Werk, während Redbird (2005) wiederum verschiedene Variationen der Vorgänger vereint. Dagegen konzentriert sich The Jasmine Flower (2008) durch stark reduzierte Instrumentierung wiederum fast gänzlich auf die Stimme der Sängerin.
Aufgrund dieses Werdeganges verwendet Heather Nova für ihre Musik sehr unterschiedliche Instrumente. In den 1990er Jahren waren ihre charakteristischen Instrumente die Gitarre und das Cello, so trat Heather Nova häufig bei Konzerten mit einer klassischen Rockband (E-Gitarre, Bass, und Schlagzeug) auf, die durch ein Cello ergänzt wurde, was für Rockmusik eher untypisch ist. Inzwischen verwendet sie auch das Keyboard. Für ruhigere Lieder benutzt sie oftmals die Akustikgitarre, früher im Zusammenspiel mit dem Cello, heutzutage mit dem Q-Chord, dem Tamburin, der Violine oder dem Piano. Für ihre Studioalben hat sie zudem bereits das Theremin verwendet, das sie selbst eingespielt hat. Auf dem Album Redbird arbeitete sie unter anderem mit den Wiener Symphonikern und einem Gospelchor zusammen. Eine Abkehr von Elementen des Pop und damit eine Rückbesinnung bietet The Jasmine Flower. Neben der akustischen Gitarre werden die Lieder lediglich von einem Streicherensemble begleitet.
Mit ihrem Gesang beschreibt Heather Nova den Spannungsbogen zwischen tiefsitzenden Stimmungen, vor allem der Melancholie, und deren emotionaler Zuspitzung, wie etwa der Verzweiflung oder der kurzfristigen Hoffnung. Ihre Musik und ihr Gesang sind daher häufig von plötzlichen Rhythmus- und Oktavenwechseln durchsetzt.

## Liedtexte
Heather Nova präsentiert als Songwriterin zumeist eigene Lieder, gelegentlich interpretiert sie auch Coversongs bekannter Rockmusiker wie Bruce Springsteen, Neil Young oder Nick Cave.
Die Texte der Sängerin schöpfen aus autobiographischen Erfahrungen, einer starken Verbundenheit zur Natur und psychologischer Beobachtung zwischenmenschlicher Verhältnisse. Diese Bereiche werden in den Stücken Heather Novas oft miteinander verwoben. Ihre Herkunft von der Inselgruppe der Bermudas hat dabei vor allem Eingang in ihre Metaphorik gefunden, wiederkehrend sind Schlüsselbegriffe wie Ocean, Sea, Shell, Sky oder Bird.
Besonders in den früheren Liedern (auf Glowstars, Oyster, Siren) – die ihr eine Kategorisierung als Angry Young Woman einbrachten – dominiert die Auseinandersetzung mit Beziehungsproblemen, wobei versucht wird, die Notwendigkeit gegenseitigen Vertrauens zu betonen (Throwing Fire at the Sun, Heart and Shoulder), aber auch das Scheitern stets als Möglichkeit miteinbezogen wird (I’m Alive). Dabei werden auch Themen wie Missbrauch (Sugar, Blue Black) und Tod (Walking Higher, If I Should Die) nicht ausgespart.
Neben einem zunehmenden Bewusstsein für Selbstbestimmtheit (I’m the Girl, Virus of the Mind) finden sich seit Redbird, nach Geburt ihres Sohnes Sebastian, mehrere Texte, die das Thema Mutterschaft beinhalten. Auf The Jasmine Flower ist jedoch eine Wiederkehr von Motiven der Unsicherheit und des Verlustes erkennbar. Seit Siren arbeitet Heather Nova des Öfteren in gemeinsamen Produktionen oder Duetten mit anderen Musikern zusammen (u. a. Moby, Eskobar, ATB), sie verfasste zudem eine eigene Interpretation des Klassikers Gloomy Sunday als Soundtrack für den deutsch-ungarischen Film Ein Lied von Liebe und Tod (1999).

## Gedichtband
2002 veröffentlichte Heather Nova einen Gedichtband unter dem programmatischen Titel the sorrowjoy, den sie auch selbst illustrierte. Ihre Lyrik weist thematische Nähe zu den Liedtexten auf, auch die Bildsprache ist inspiriert von ihrer bermudischen Heimat, besonders der Natur der Inselgruppe (Meer, Fauna etc., vgl. rain in the tropics, eastern blue cut, at sea). Sie sind zumeist rhythmisch durchkomponiert, gehorchen aber keiner strengen Form, sondern dem freien Vers (selten Strophen, viele Enjambements, auch Prosagedichte).
Inhaltlich sind die Texte bewusst von einer starken Subjektivität, dies äußert sich – neben Gedichten, die Familienangehörigen gewidmet sind (blue-eyed lion, ode to my grandfather, my father) – in eher pessimistisch-resignativen Zügen (u. a. the poison, soon alaska, like spiders), die jedoch mit der Freude am Unauffälligen, Alltäglichen und Zwischenmenschlichen kontrastieren (the amber, digital, the abandon).

## Biografie

### Kindheit in Bermuda und Kunststudium (1967–1989)
Heather Frith wurde 1967 als Tochter eines bermudischen Vaters, dessen Vorfahren sich über 300 Jahre auf der Insel zurückverfolgen lassen, und einer kanadischen Mutter geboren. Sie hat einen Bruder (Mishka), der Reggae-Sänger ist, und eine Schwester (Susannah).
Ihr Vater hatte, wie viele andere Ende der 1960er Jahre auch, den Traum, aus der Gesellschaft auszubrechen und mit seiner Familie ein genügsames, autarkes Leben zu führen. Er gab seinen Beruf als Architekt auf, nahm seine Kinder aus der Schule, verkaufte sein Haus, erwarb eine kleine Insel auf Bermuda fernab der Zivilisation und baute ein 12-Meter-Segelboot, die Moon. Die Familie verbrachte nun ihre Zeit teils auf der Insel und teils auf dem Boot, mit dem sie durch die Karibik segelte. Heather war zu dieser Zeit etwa zehn Jahre alt, ihre Nähe zum Meer wird später auch auf viele ihrer Songtexte Einfluss haben.
Auf der Moon lernte sie durch ihre musikbegeisterten Eltern die Lieder von Bob Dylan, Joan Baez, Van Morrison und deren Zeitgenossen kennen. Heather bekam eine Gitarre und eine Violine und begann, erste Songs zu schreiben.
Nach einigen Jahren auf der Moon verließ Heather das Boot, um in den USA ihren Schulabschluss zu machen und schrieb sich danach mit 18 Jahren an der Rhode Island School of Design (RISD) in Providence ein, um Darstellende Kunst (engl.: visual arts) mit den Schwerpunktfächern Film, Animation und Video (Popular Culture, FAV) zu studieren. Sie lernte dabei Filme zu drehen, interessierte sich aber auch für Gedichte und Malerei und schrieb weiter eigene Lieder für Gitarre. In dieser Zeit verfestigte sich ihr Berufswunsch, Musikerin zu werden. Nach dem erfolgreichen Abschluss an der RISD im Jahre 1989 und einer kurzen Zeit in New York, in der sie sich bei verschiedenen Plattenfirmen erfolglos bewarb, zog Heather Frith noch im selben Jahr nach London, um dort ihr Karriereglück zu versuchen.

### Erste Erfolge, internationaler Durchbruch (1990–1997)

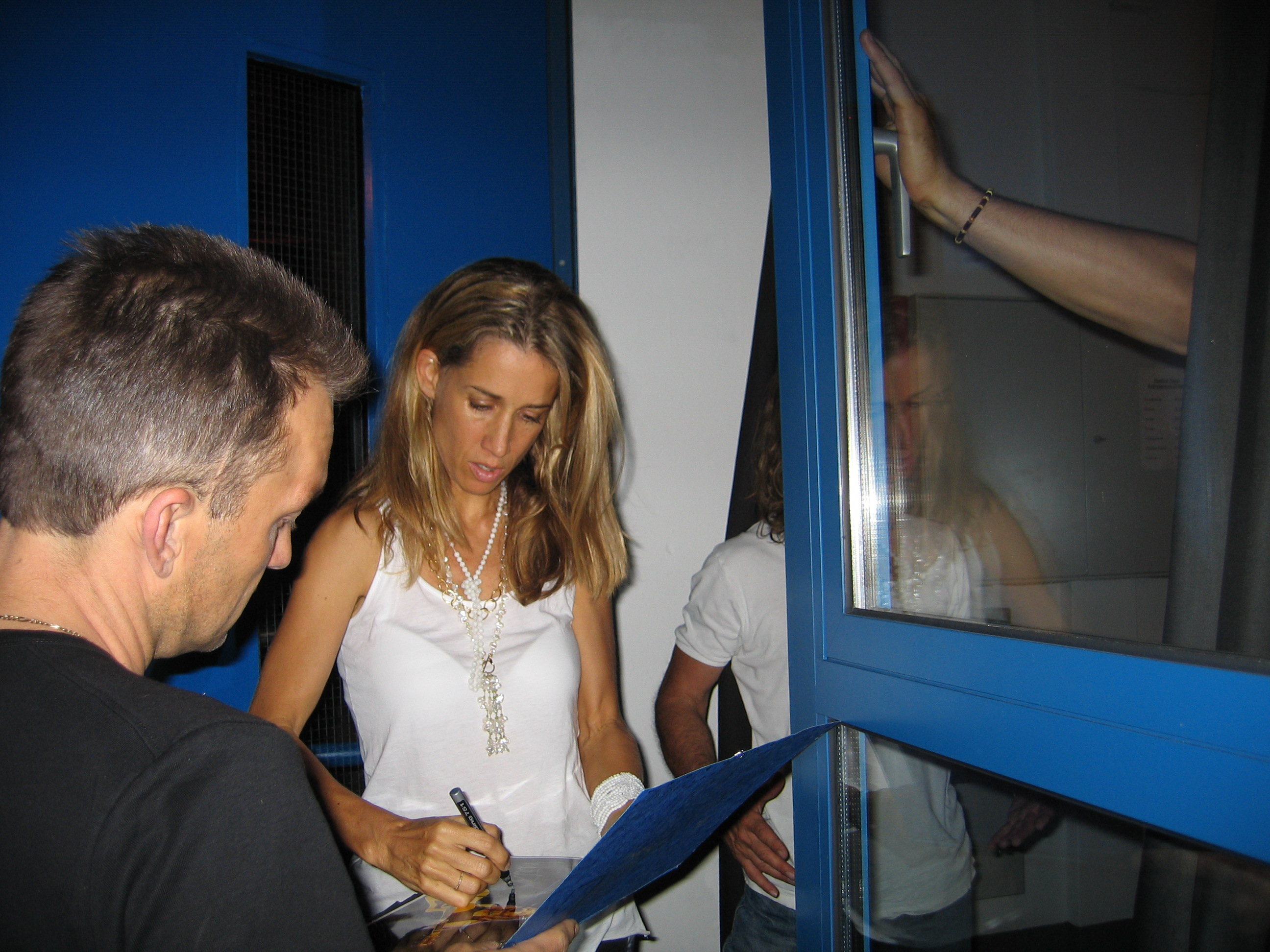
Heather Nova nach einem Konzert im Kulturzentrum Kammgarn in Kaiserslautern (2009)

In London lernte sie 1990 Felix Tod, den Sänger von Candyland kennen, der ihr Produzent und später auch ihr Ehemann wurde, außerdem Abbo von Big Cat Records (Pavement, Luscious Jackson, Jeff Buckley), der sie mit einem Plattenvertrag ausstattete. Sie veröffentlichte 1990 die Heather Frith EP und trat im Vorprogramm von The Violent Femmes, The Cranberries und Bob Mould auf. Auch Youth, Ex-Gitarrist von Killing Joke wurde ein Förderer.
Sie nannte sich fortan „Heather Nova“, weil der Name „Frith“ oft falsch ausgesprochen wurde. 1993 erschien auf dem Butterfly Label von Youth ihr erstes Album Glow Stars, das zuhause auf einem 8-Track-Rekorder eingespielt wurde. Nach dem Erfolg des Live-Albums Blow, das im selben Jahr folgte, konnte Heather Nova nun eine Band zusammenstellen und erste Konzerte auf dem europäischen Festland geben.
Felix Tod hatte die Idee, auf Blow ein Cello einzusetzen – damals ein eher ungewöhnliches Instrument in einer Rockband. Die Cellistin Nadia Lanman wurde für lange Zeit Heather Novas beständigste musikalisch Begleiterin.
Die Cover von Blow und der EP Spirit in You zeigen Zeichnungen von Heather Nova. Neben der Musik wurde die Malerei ihre große Passion.
Ihr internationaler Durchbruch kam mit dem ersten Studioalbum Oyster im Jahre 1994. Dadurch wurde sie vor allem in Deutschland und in den Niederlanden sehr bekannt. Ein weiteres Live-Album Live from the Milky Way, aufgenommen in Amsterdam, erschien 1995 in den USA, wodurch Heather Nova sich auf dem amerikanischen Markt präsentierte. Mit der Hitsingle Walk This World folgte eine zweijährige Welttournee, die Heather Nova von Europa aus auch nach Nordamerika, Japan und Neuseeland führte. In Berlin spielte sie vor 25.000 Zuschauern im Vorprogramm zu Neil Young und Pearl Jam. Das NDR-2-Radiokonzert aus dem Hamburger Knust im März 1996, wie auch ihr erster Auftritt (von insgesamt vier) im WDR-Rockpalast im Juni 1996 fand unter den Anhängern besondere Beachtung und führte durch die Medienverbreitung zu einer deutlichen Popularitätssteigerung. Aus diesem Grunde wurde ihr Erstlingswerk Heather Frith EP im Jahr 1997 als The First Recording wiederveröffentlicht.
1996 nahm Heather Nova eine Coverversion des Liedes I Have the Touch von Peter Gabriel für den Horrorfilm The Craft von Andrew Fleming aus dem gleichen Jahr auf.

### Etablierung, Veröffentlichung Gedichtband (1998–2003)
Im Sommer 1998 wurde der langerwartete Nachfolger von Oyster, das Album Siren veröffentlicht, was wieder einen sehr großen Erfolg darstellte. In Deutschland zierte Heather Novas Gesicht viele Titelblätter der Musikzeitschriften, sie wurde regelmäßiger Gast im Musikfernsehen. Es folgte eine lange Tournee durch Europa, auf der das Live-Album Wonderlust eingespielt wurde. Auch in den USA gab sie viele Konzerte. Zudem wendete sie sich nun vermehrt verschiedenen Nebenprojekten zu. Heather Nova wurde eingeladen, das Titellied Gloomy Sunday zum deutsch-ungarischen Film Ein Lied von Liebe und Tod zu singen und veröffentlichte es 1999 als Single. Zum anderen arbeitete sie mit der schwedischen Band Eskobar zusammen, mit der sie die Single Someone New aufnahm. Das Live-Album Wonderlust erschien 2000.
Das Studioalbum South, das 2001 auf den Markt kam, blieb hinter den Erwartungen zurück. Die Kritik erstreckte sich vor allem darauf, dass das Album unbedingt von ihrer Plattenfirma V2 Records auf „Hittauglichkeit“ getrimmt war. Heather Nova zog die Konsequenzen und produzierte ab sofort ihre Alben selber. Eine große, erfolgreiche Tournee folgte mit dem Album South dennoch.
Im Frühjahr 2002 veröffentlichte Heather Nova erstmals einen Gedichtband. Das Buch the sorrowjoy enthält 45 Gedichte, die allesamt von ihr geschrieben wurden. Außerdem enthält das Buch etliche Zeichnungen aus ihrer Feder. Das Buch erschien im Selbstverlag und konnte bei ihren Konzerten gekauft werden.
Das Album Storm war 2003 wieder eine Rückbesinnung auf alte Stärken. Heather Nova war kurz zuvor von London nach Bermuda gezogen und kaufte sich dort ein Haus. Die Produktion des Albums nahm sie selbst in die Hand, die Lieder wurden wieder „stripped down“ mit geringem technischen Equipment aufgenommen. Zudem konnte Heather Nova das Album auf Big Cat Records veröffentlichen, dem Label, auf dem schon die EP Heather Frith, auch als These Walls bekannt, erschienen war. Die erste Single River of Life zeigt als Titelbild ein altes Schwarzweiß-Foto des Bootes Moon, auf dem Heather Nova viele Jahre ihrer Kindheit verbrachte. Beim Einspielen des Albums wurde sie von der amerikanischen Rockband Mercury Rev unterstützt. Ein London-Konzert der anschließenden erfolgreichen Tour wurde aufgezeichnet und auszugsweise als Live at the Union Chapel auf DVD veröffentlicht.

### Mutterschaft, soziale Projekte, Fortentwicklung (seit 2004)
Am 26. Januar 2004 wurde Heather Novas erstes Kind in Bermuda geboren. Ihr Sohn Sebastian war auch die wichtigste Inspiration für das Album Redbird, das 2005 erschien, es folgte wieder eine Europa-Tournee.
Ende 2005 wurde auf Bermuda ihre Single Together as One veröffentlicht, mit deren Erlösen sie die Bermuda Sloop Foundation und somit das friedliche Zusammenleben von Bermudas Jugend unterstützen will. Auch weiteres soziales Engagement fällt in diese Zeit: Heather Nova unterstützt Projekte für die Freiheit von Elefanten, gegen Delphinparks, gegen das geplante Abholzen der Botanischen Gärten auf Bermuda, sammelt Geld für das Bermuda Aquarium Museum & Zoo, gibt Freikonzerte, deren Erlöse lokalen bermudischen Umweltorganisationen zugutekommen, und setzt sich außerdem gegen den Waffenhandel ein.
2006 wurde das Buch the sorrowjoy, das vier Jahre vorher veröffentlicht wurde, vertont, mit Ambient Music angereichert und als CD bei Konzerten verkauft. Bei der Tournee im März 2006 trat Heather Nova erstmals mit einer Violinistin und einem Pianisten auf. So konnten ihre Anhänger viele ihrer bekannten Lieder in ganz ungewöhnlichen Weisen erleben. Die Konzerte im Juli und August 2006 fanden wieder mit ihrer Rockband statt. Im April 2007 erschien das Album Trilogy von ATB, zu dem Heather Nova drei Lieder geschrieben hatte und diese auch sang, unter anderem die Single Renegade.
Im Oktober 2008 wurde das akustische Album The Jasmine Flower veröffentlicht. Daraufhin folgten in den Jahren 2008 bis 2010 mehrere Europatourneen sowie ein Auftritt in New York. Teilweise fanden diese Konzerte mit voller Band statt, teils auch als reine Akustikkonzerte mit dem Wiener Multiinstrumentalisten Arnulf Lindner. Dabei zeigte sich Heather Nova sehr experimentierfreudig. So durften musikalisch talentierte Fans beim Lied Paper Cup auf der Bühne mitspielen. Außerdem trat sie gemeinsam mit weiteren Künstlern (Taylor Rankin, Joy T. Barnum und Max Lässer) auf. Am Rande der Herbsttour 2010 trat sie in verschiedenen Krankenhäusern (Psychiatrie und Kinderklinik) auf, um „Musik zu den Menschen zu bringen, die gerade nicht zur Musik können“.
Seit der Sommertour 2010 wurden einige Lieder (Burning to Love, Everything Changes, Save a Little Piece of Tomorrow, Turn the Compass Round) des neuen Albums 300 Days at Sea, das im Mai 2011 veröffentlicht wurde, vorgestellt.

## Diskografie

### Studioalben
| Jahr | Titel              | Höchstplatzierung, Gesamtwochen, AuszeichnungChartplatzierungen (Jahr, Titel, Platzierungen, Wochen, Auszeichnungen, Anmerkungen) | Höchstplatzierung, Gesamtwochen, AuszeichnungChartplatzierungen (Jahr, Titel, Platzierungen, Wochen, Auszeichnungen, Anmerkungen) | Höchstplatzierung, Gesamtwochen, AuszeichnungChartplatzierungen (Jahr, Titel, Platzierungen, Wochen, Auszeichnungen, Anmerkungen) | Höchstplatzierung, Gesamtwochen, AuszeichnungChartplatzierungen (Jahr, Titel, Platzierungen, Wochen, Auszeichnungen, Anmerkungen) | Höchstplatzierung, Gesamtwochen, AuszeichnungChartplatzierungen (Jahr, Titel, Platzierungen, Wochen, Auszeichnungen, Anmerkungen) | Anmerkungen                              |
| Jahr | Titel              | DE | AT | CH | UK | US | Anmerkungen                              |
| ---- | ------------------ | --- | --- | --- | --- | --- | ---------------------------------------- |
| 1993 | Glow Stars         | — | — | — | — | — | Erstveröffentlichung: 17. Mai 1993       |
| 1994 | Oyster             | DE43 (18 Wo.)DE | — | CH33 (5 Wo.)CH | UK72 (1 Wo.)UK | US179 (4 Wo.)US | Erstveröffentlichung: 24. Oktober 1994   |
| 1998 | Siren              | DE13 (21 Wo.)DE | AT24 (5 Wo.)AT | CH28 (7 Wo.)CH | UK55 (1 Wo.)UK | US176 (1 Wo.)US | Erstveröffentlichung: 2. Juni 1998       |
| 2001 | South              | DE5 (8 Wo.)DE | AT35 (4 Wo.)AT | CH21 (7 Wo.)CH | — | — | Erstveröffentlichung: 11. Dezember 2001  |
| 2003 | Storm              | DE5 (8 Wo.)DE | AT18 (6 Wo.)AT | CH12 (9 Wo.)CH | — | — | Erstveröffentlichung: 8. September 2003  |
| 2005 | Redbird            | DE10 (7 Wo.)DE | AT40 (6 Wo.)AT | CH15 (7 Wo.)CH | — | — | Erstveröffentlichung: 30. August 2005    |
| 2008 | The Jasmine Flower | DE52 (2 Wo.)DE | AT61 (1 Wo.)AT | CH26 (3 Wo.)CH | — | — | Erstveröffentlichung: 2008               |
| 2011 | 300 Days at Sea    | DE25 (3 Wo.)DE | AT48 (1 Wo.)AT | CH47 (4 Wo.)CH | — | — | Erstveröffentlichung: 25. September 2011 |
| 2015 | The Way It Feels   | DE64 (1 Wo.)DE | — | — | — | — | Erstveröffentlichung: 29. Mai 2015       |
| 2019 | Pearl              | DE21 (3 Wo.)DE | — | CH57 (1 Wo.)CH | — | — | Erstveröffentlichung: 28. Juni 2019      |
| 2022 | Other Shores       | DE20 (1 Wo.)DE | — | CH34 (1 Wo.)CH | — | — | Erstveröffentlichung: 26. August 2022    |
| 2025 | Breath and Air     | DE18 (1 Wo.)DE | — | CH55 (1 Wo.)CH | — | — | Erstveröffentlichung: 21. Februar 2025   |

### Livealben
| Jahr | Titel      | Höchstplatzierung, Gesamtwochen, AuszeichnungChartplatzierungen (Jahr, Titel, Platzierungen, Wochen, Auszeichnungen, Anmerkungen) | Höchstplatzierung, Gesamtwochen, AuszeichnungChartplatzierungen (Jahr, Titel, Platzierungen, Wochen, Auszeichnungen, Anmerkungen) | Anmerkungen                        |
| Jahr | Titel      | DE | CH | Anmerkungen                        |
| ---- | ---------- | --- | --- | ---------------------------------- |
| 2000 | Wonderlust | DE31 (8 Wo.)DE | CH87 (2 Wo.)CH | Erstveröffentlichung: 3. Juli 2000 |

Weitere Livealben
- 1993: Blow
- 1995: Live from the Milky Way

### EPs
- 1990: Heather Frith
- 1993: Spirit in You
- 1997: The First Recording
- 2005: Together as One
- 2011: Higher Ground

### Singles
| Jahr | Titel Album                                      | Höchstplatzierung, Gesamtwochen, AuszeichnungChartplatzierungen (Jahr, Titel, Album, Platzierungen, Wochen, Auszeichnungen, Anmerkungen) | Höchstplatzierung, Gesamtwochen, AuszeichnungChartplatzierungen (Jahr, Titel, Album, Platzierungen, Wochen, Auszeichnungen, Anmerkungen) | Höchstplatzierung, Gesamtwochen, AuszeichnungChartplatzierungen (Jahr, Titel, Album, Platzierungen, Wochen, Auszeichnungen, Anmerkungen) | Höchstplatzierung, Gesamtwochen, AuszeichnungChartplatzierungen (Jahr, Titel, Album, Platzierungen, Wochen, Auszeichnungen, Anmerkungen) | Anmerkungen                                                    |
| Jahr | Titel Album                                      | DE | AT | CH | UK | Anmerkungen                                                    |
| ---- | ------------------------------------------------ | --- | --- | --- | --- | -------------------------------------------------------------- |
| 1994 | Walk This World Oyster                           | DE91 (3 Wo.)DE | — | — | UK69 (2 Wo.)UK | Erstveröffentlichung: 1994                                     |
| 1995 | Maybe An Angel Oyster                            | — | — | — | UK91 (1 Wo.)UK | Erstveröffentlichung: 1995                                     |
| 1998 | London Rain (Nothing Heals Me Like You Do) Siren | — | — | — | UK87 (1 Wo.)UK | Erstveröffentlichung: 1998                                     |
| 1999 | Heart & Shoulder Siren                           | — | — | — | UK76 (1 Wo.)UK | Erstveröffentlichung: 1999                                     |
| 2001 | I’m No Angel South                               | DE92 (2 Wo.)DE | — | — | UK89 (1 Wo.)UK | Erstveröffentlichung: 2001                                     |
| 2002 | Someone New There`s Only New                     | — | — | CH30 (23 Wo.)CH | — | Erstveröffentlichung: 30. März 2002 Eskobar feat. Heather Nova |
| 2003 | River of Life Storm                              | DE89 (2 Wo.)DE | — | — | — | Erstveröffentlichung: 2003                                     |
| 2007 | Renegade Trilogy                                 | DE38 (8 Wo.)DE | AT73 (1 Wo.)AT | — | — | Erstveröffentlichung: 13. April 2007 ATB mit Heather Nova      |

Weitere Singles
- 1996: Truth and Bone
- 1999: I’m the Girl
- 1999: Gloomy Sunday
- 2001: Virus of the Mind

### Sonstiges
- 2002: The Sorrowjoy ISBN 0-9542115-0-2.
- 2004: Live at the Union Chapel (DVD)